# Grandate
Grandate est une commune italienne de la province de Côme, en Lombardie.

## Administration
| Période                                  | Période | Identité | Étiquette | Qualité |
| ---------------------------------------- | ------- | -------- | --------- | ------- |
|                                          |         |          |           |         |
| Les données manquantes sont à compléter. |         |          |           |         |

### Communes limitrophes
Casnate con Bernate, Côme, Luisago, Montano Lucino, Villa Guardia

## Jumelages
Grandate est jumelée avec Pocé sur Cisse, une commune française d'indre et loire (37)